# Cinzia
Cinzia ist ein weiblicher Vorname.

## Herkunft und Bedeutung
Cinzia ist eine italienische Variante des Namens Cynthia.

## Namensträgerinnen
- Cinzia Barbagelata (* 20. Jahrhundert), italienische Violinistin, Dirigentin und Musikpädagogin
- Cinzia Catania (* 1988), Schweizer Sängerin und Komponistin mit sizilianischen Wurzeln
- Cinzia Cavazzuti (* 1973), ehemalige italienische Judoka
- Cinzia Corrado (* 1965), italienische Popsängerin
- Cinzia De Carolis (* 1960), italienische Schauspielerin und Synchronsprecherin
- Cinzia Ghigliano (* 1952), italienische Comiczeichnerin
- Cinzia Monreale (* 1957 als Cinzia Moscone), italienische Schauspielerin
- Cinzia Ragusa (* 1977), italienische Wasserballspielerin
- Cinzia Savi Scarponi (* 1963), italienische Schwimmerin
- Cinzia Sciuto (* 1981), italienische Philosophin und Journalistin
- Cinzia Tomezzoli (* 1988), Schweizer Basketballspielerin
- Cinzia Th. Torrini  (* 1954), italienische Regisseurin
- Cinzia Zehnder (* 1997), Schweizer Fußballspielerin